# 原吉実
原　吉実（はら　よしみ、1951年10月15日 -）は、福岡県久留米市出身の日本の柔道家。現役時代は中量級及び86kg級の選手。身長176cm。得意技は一本背負投、小内刈。一時期、平田姓を名乗っていたこともあった。

## 人物
小さい頃は野球が好きなガキ大将だったが、小学校3年の時に家の前を柔道着を持って徒党を組んでいく一団を見かけて、それが楽しそうに見えたことから柔道をやってみたくなったので近くの深谷道場に入門して柔道を始めた。中学の時には県大会の個人戦で優勝して南筑高校に進んだ。3年の時にはインターハイ重量級に72kgの軽量ながら出場するが、計量時間を間違えて一度は失格になるものの、｢かわいそうだから｣と計量を受け入れられた。その後、慌てふためいて試合に出ながらも優勝を飾った。
インターハイで優勝したことで色々な大学から誘いがあったが、深谷道場師範の深谷甚八に｢明治に行け｣と言われたので明治大学の入学試験を受けたものの、受験勉強など全然していなかったこともあって落ちてしまい、実績を残した柔道選手にしては珍しく浪人することになった。
その一方で、全日本選手権の九州予選を勝ち上がって18歳にして全日本選手権に出場することにもなった。
浪人時代は、明治大学OBで当時博報堂にいた鳥海又五郎の家に居候させてもらいながら代々木ゼミナールに通った。さらに、体がなまらないように朝は警視庁、夜は明治大学で練習していた。その甲斐あって、翌年ようやく明治大学に合格した。
明治大学には大きな選手が多かったので最初は大変だったが、大きな選手と練習することでパワーが付いたので、結果として良かったという。学生優勝大会では1、2年の時に優勝を果たした。1974年には世界学生の中量級で優勝を成し遂げた。
1975年に新日鉄に入社すると、体重別では福岡県警の園田勇を破り初優勝を果たして世界選手権代表に選ばれた。世界選手権では決勝まで進むものの、京都産業大学教員で今大会3連覇のかかっていた藤猪省太に背負投で技ありを取られて2位に終わった。翌年のモントリオールオリンピックには出場できなかった。1979年にはそれまでの78kg級から86kg級に階級を上げて体重別で優勝するも、世界選手権代表にはなれなかった。
モスクワオリンピックのボイコットが決まった翌日に開催された体重別では、3位に終わった。
現役引退後は地元に帰って建設関係の仕事に就いていたが、1986年に明治大学の助監督を要請されて再び上京することになった。監督である上村春樹は、全日本の監督も務めていたのでそちらが忙しくてなかなか道場には来られなかったこともあり、ちょうどこの年に入学してきた小川直也などの指導に当たることとなった。但し、上京しても当初は職がなかったために学生の指導にあたりながら融通の利く仕事ということで大学近くのレストランで皿洗いのアルバイトをやっていたが、｢こんなところで学生に出くわしたら嫌だな｣と思いながら皿洗いをやっていたという。
そうこうしている間に、特によく指導していた小川は入学2年目には早くも世界チャンピオンになるなど、指導者としても大きな成果を上げることになった。ちなみに、小川に関しては｢自分の指導者人生は小川に始まり小川で終わる｣とまで言っている。
1990年に明治大学の監督に昇格すると、1991年の学生優勝大会では吉田秀彦(翌年のバルセロナオリンピック78kg級で優勝)や秀島大介(1995年に世界選手権71kg級で優勝)などを率いて、原が優勝メンバーだった1972年以来、実に19年ぶりの優勝を勝ち取って古豪復活を内外に印象付けた。原はこの時、学生に｢翌年も優勝したら髪を伸ばしていいぞ｣と言うと、翌年には2連覇を達成したことで、学生もそれ以来髪を伸ばすようになった。
1992年まで監督を務めると、その後は第一船舶企業の常務取締役に就いた。
2006年には、小川の開設した小川道場の師範にも名を連ねることになった。

## 主な戦績
- 1969年　- インターハイ　重量級　優勝
- 1971年　- 学生優勝大会　優勝
- 1972年　- 学生優勝大会　優勝
- 1972年　- 体重別　3位
- 1973年　- 学生優勝大会　3位
- 1974年　- フランス国際　優勝
- 1974年　- 学生優勝大会　3位
- 1974年 - 体重別　2位
- 1974年 - 世界学生　優勝
- 1975年　- 体重別　優勝
- 1975年 - 世界選手権　2位
- 1976年　- フランス国際　優勝
- 1976年　- 体重別　3位
- 1978年　- 体重別　3位(78kg級)
- 1978年 - 嘉納杯　3位(78kg級)
- 1979年　- 体重別　優勝
- 1980年　- 体重別　3位

(出典、JudoInside.com)。